# Jedenastokąt
Jedenastokąt – wielokąt o jedenastu (11) bokach i przez to jedenastu (11) kątach.

## Jedenastokąt foremny

Jedenastokąt foremny

W jedenastokącie foremnym każdy kąt ma miarę {\displaystyle {\tfrac {180^{\circ }\cdot (11-2)}{11}}\approx 147{,}27^{\circ }.}. Jeśli bok ma długość {\displaystyle a,} to pole powierzchni wynosi:
{\displaystyle P={\frac {11}{4}}a^{2}\operatorname {ctg} {\frac {\pi }{11}}\approx 9{,}36564\cdot a^{2}.}
Nie jest możliwe skonstruowanie go za pomocą cyrkla i linijki bez podziałki.